# Tanuf
Tanuf – miejscowość w Egipcie, w muhafazie Al-Minja. W 2006 roku liczyła 19 115 mieszkańców.